# 素姑
素姑，《新五代史》作拽剌，是五代十国时奚族部落联盟首领，依附于后唐。
素姑是去诸之孙，扫剌之子。后唐明宗天成四年（929年），其父扫剌死后，素姑代立。与后唐交好，常遣使往来。后唐灭亡前夕，在清泰三年（936年），想要背弃后唐投契丹，得后唐末帝李从珂的慰抚。年底，后唐灭亡。次年二月，降契丹，耶律德光说：「非你之罪。負我者，是掃剌與逐不魯。」于是掘开掃剌和逐不魯之墓，挫骨扬灰。耶律德光滅后晋，拽剌以兵相從。刘知远起兵后，耿崇美、崔廷勳與奚王拽剌退保懷州。后合兵逼河陽，击斩張遇，击败武行德，而后北撤。《旧五代史》记载清泰三年（936年）七月奚首領達剌幹派遣通事介老上奏，奚王李素姑謀叛入契丹，被處斬，達剌幹權知本部落事。